# Brendan Shinnimin
Brendan Shinnimin (* 7. Januar 1991 in East Saint Paul, Manitoba) ist ein kanadischer Eishockeyspieler, der seit Mai 2021 bei Luleå HF in der Svenska Hockeyligan (SHL) unter Vertrag steht und dort auf der Position des Centers spielt.

## Karriere
Nachdem Shinnimin bis 2008 zunächst in den unterklassigen Juniorenligen der Provinz Manitoba gespielt hatte, schloss er sich zur Saison 2008/09 den Tri-City Americans aus der Western Hockey League (WHL) an. Dort konnte er in den folgenden vier Jahren seine Punktausbeute von 25 über 82 und 96 auf 134 Punkte steigern. Die Leistungen seiner letzten Juniorenspielzeit bescherten ihn neben dem Platz im First All-Star Team der WHL auch den WHL Plus-Minus Award, den er sich mit zwei weiteren Spielern teilte, die Bob Clarke Trophy als bester Scorer der Liga und die Four Broncos Memorial Trophy als wertvollster Spieler. Mit beiden letzteren Trophäen waren auch die Nominierungen für den CHL Top Scorer Award und den CHL Player of the Year verbunden, die er ebenfalls beide gewinnen konnte.
Ungedraftet wurde der Stürmer nach Abschluss der WHL-Saison von den Phoenix Coyotes aus der National Hockey League (NHL) verpflichtet, die ihn in den folgenden vier Jahren aber hauptsächlich in ihren Farmteams in der American Hockey League (AHL) einsetzten. Lediglich im Verlauf der Saison 2014/15 kam Shinnimin zu zwölf Einsätzen für das inzwischen in Arizona Coyotes umbenannte Franchise. Nachdem sein im Sommer 2015 um ein Jahr verlängerter Vertrag ausgelaufen war, wechselte er im Juli 2016 auf den europäischen Kontinent. Dort unterzeichnete er einen Vertrag bei den SCL Tigers aus der Schweizer National League A (NLA).
Zwischen Dezember 2016 und dem Ende der Saison 2016/17 stand er bei Barys Astana in der Kontinentalen Hockey-Liga (KHL) unter Vertrag. Anschließend spielte er für drei Jahre bei den Växjö Lakers in der Svenska Hockeyligan (SHL). In der Saison 2020/21 spielte Shinnimin von November 2020 bis April 2021 bei den Adler Mannheim in der Deutschen Eishockey Liga (DEL). Anschließend kehrte er in die SHL zurück und wurde von Luleå HF verpflichtet.

## Erfolge und Auszeichnungen
| - 2011 WHL West Second All-Star Team - 2012 WHL Plus-Minus Award (gemeinsam mit Mark Stone und Zach Yuen) - 2012 WHL West First All-Star Team - 2012 Bob Clarke Trophy - 2012 Four Broncos Memorial Trophy | - 2012 CHL Top Scorer Award - 2012 CHL Player of the Year - 2015 Teilnahme am AHL All-Star Classic - 2018 Schwedischer Meister mit den Växjö Lakers - 2022 Schwedischer Vizemeister mit Luleå HF |

## Karrierestatistik
Stand: Ende der Saison 2023/24
(Legende zur Spielerstatistik: Sp oder GP = absolvierte Spiele; T oder G = erzielte Tore; V oder A = erzielte Assists; Pkt oder Pts = erzielte Scorerpunkte; SM oder PIM = erhaltene Strafminuten; +/− = Plus/Minus-Bilanz; PP = erzielte Überzahltore; SH = erzielte Unterzahltore; GW = erzielte Siegtore; 1 Play-downs/Relegation; Kursiv: Statistik nicht vollständig)